# Courageous-klass (hangarfartyg)
Courageous-klass var en brittisk hangarfartygsklass, bestående av de tre fartygen Courageous (1916), Glorious (1916) och Furious (1916). Hangarfartygen kunde ta 48 flygplan var.